# Александар Покришкин
Александар Иванович Покришкин (рус. Алекса́ндр Ива́нович Покры́шкин; 6. март 1913 – 13. новембар 1985) је био један од највећих ловачких асова Совјетског Савеза током Другог светског рата и Маршал Совјетског ратног ваздухопловства. Три пута је проглашен за Хероја Совјетског Савеза (24. маја 1943, 24. августа 1943. и 19. августа 1944).
Осим три Ордена Златне звезде Хероја Совјетског Савеза, Покришкин је одликован четири пута Орденом Лењина, Орденом Октобарске револуције, четири пута Орденом Црвене заставе, два пута Оредном Суворова II класе, два пута Орденом Црвене звезде, као и бројним другим медаљама и страним одликовањима као што је Медаља за заслуге у служби Америчке војске.
Покришкин је био изузетан тактичар и током Другог светског рата се залагао за измену застареле тактике ваздушног боја коју је примењивало Совјетско ратно ваздухопловство 1941. године, на почетку ратних дејстава. Његова борба против тоталитаристичког командовања и застареле војне доктрине умало су га коштали каријере, а можда и живота. Након што је отворено критиковао званичну тактику која је за последицу имала огромне губитке и након што је почео да обучава своје саборце тактици коју је сам осмислио, забрањено му је да лети и требало је да буде изведен пред војни суд. Међутим, информације о његовим настојањима да унапреди борбену тактику ваздухопловства стигла су до највиших командних структура у Москви и уместо да му се суди, Покришкин је одликован и унапређен. До краја рата, његова упутства и радови су објављени и дистрибуирани међу совјетских пилотима, а сам је обилазио ловачке пукове држећи предавања младим пилотима о његовој тактици борбе.

## Рана младост
Покришкин је рођен у Новониколајевску (данас Новосибирск), у Томској области, у породици сиромашног сељака који је радио у фабрици. Био је Руског порекла. Одрастао је у сиромашном и криминализованом делу града, али за разлику од својих вршњака више га је занимало учење од туча и ситног криминала. Као тинејџер имао је надимак „инжењер“. Авијацију је заволео када је са 12 година присуствовао локалном аеро-митингу. 1928. године, након седам година школовања, запослио се као радник на грађевини. 1930. године, упркос неслагању његовог оца, напустио је дом како би уписао локалну техничку школу, где је дипломирао 18 месеци касније, а затим је радио шест месеци као металски радник у фабрици муниције. Након тога се пријавио у војску и био је упућен у школу за пилоте. Међутим, пилотска школа је изненада затворена, а сви студенти су упућени на школовање за авио-механичаре. Највећи део захтева за премештај у летачку школу одбијен је уз просто објашњење „Совјетској авијацији су исто тако неопходни авио-механичари“.
Покришкин је настојао да буде одличан механичар. 1933. године, након што је дипломирао, започео је брз успон у војној хијерархији. До децембра 1934. године био је унапређен у старијег авио-механичара у 74. стрељачкој дивизији. На овом положају остао је све до новембра 1938. године. Током овог периода његова креативна природа је дошла до изражаја: осмислио је разна побољшања за митраљезе ШхКАС као и за извиђачки авион Поликарпов Р-5.
Коначно, током његовог одмора у зиму 1938. године Покришкин је заобишао званичне власти и успешно је, за само 17 дана, завршио обуку за цивилног пилота. Ово га је аутоматски учинило кандидатом за пилотску школу. 1939. године завршио је пилотску школу међу најбољима у класи и са чином поручника распоређен је у 55. ловачки пук.

## Други светски рат

### Почетна искуства
У јуну 1941. године Покришкин је био стациониран у Молдавији. Његов аеродром бомбардован је већ првог дана немачког напада на СССР. Његова прва ваздушна борба се претворила у катастрофу. Видевши у ваздуху авион непознато типа, напао га је и оборио, да би тек на авиону који је падао ка земљи приметио на крилима црвену звезду. Радило се о совјетском лаком бомбардеру Сухој Су-2 из 211. бомбардерског пука, којим је пилотирао командант ескадриле М. И. Гудзенко. Сухој Су-2 је био потпуно нови тип лаког бомбардера и његово постојање скривано је чак и од других совјетских пилота. Када је схвати шта је урадио, Покришкин је на свом Мигу 3 намерно улетео у линију ватре својих пратилаца како би их спречио да учине грешку коју је он већ учинио. Гудзенко је преживео обарање, али је његов стрелац погинуо.
Своју прву победу постигао је већ наредног дана, када је оборио немачки Месершмит Ме-109 у ваздушној борби њега и његовог пратиоца са пет немачких ловаца. 3. јула, након што је постигао још неколико ваздушних победа, оборен је дејством немачке против-ваздушне одбране изнад непријатељске територије и требало му је четири дана да се врати у своју јединицу. Током првих недеља рата Покришкин је почео да схвата колико је застарела совјетска борбена доктрина и почео је лагано да осмишљава нацрт нове доктрине, а све своје идеје је пажљиво записивао у своју бележницу. Евидентирао је све своје ваздушне борбе као и борбе својих сабораца и пажљиво је анализирао сваку од њих. Борио се у веома сложеним околностима: стално повлачење, лош или непостојећи систем комуникације, огромна надмоћ непријатеља. Касније је имао обичај да каже „Онај ко се није борио у 1941-42. години, није стварно искусио рат“.
Током своје борбене каријере Покришкин је више пута избегао смрт. За време једне од ваздушних борби, митраљеско зрно прошло је кроз десну страну његовог кокпита, пресекло је рамено ремење којим је био везан за пилотско седиште, одбило се од леве стране кокпита и огребало га по образу, због чега је цело ветробранско стакло било испрскано крвљу. Два пута је неексплодирана авионска бомба завршила скоро под његовим ногама, једном током драмтичног напада у ниском лету, два немачка бомбардера Ју-88 на његов аеродром. Покришкин је покушао да заштити свој авион који је био један од ретких авиона у ескадрили који је још увек био у летном стању, тако што је скинуо покретни митраљез са оближњег бомбардера и ослонио га на горњи део трупа свог авиона. Један немачки бомбардер уочио је Покришкина који је једини отварао ватру на њих и устремио се право на њега, одбацујући мање авио-бомбе у благом понирању. Покришкин је гледао како му се експлозије приближавају, али бомба која је пала у његовој близини, није експлодирала. Бомбардер који ју је одбацио, летео је прениско због чега бомба није имала времена да се активира пре удара у земљу.
У једном тренутку, током 1941. године, након што је Покришкинова јединца пребачена у Котовск, стигло је наређење да се са свих ловаца МиГ-3 скину митраљези калибра 13 mm, како би били уграђени у нове авионе. Проблем је био у томе што је МиГ-3 наоружан са два митраљеза калибра 7.62 mm и само са једним тешким митраљезом калибра 12.7 или 13 mm. Без овог митраљеза наоружање авиона је било крајње недовољно за ваздушне борбе и свело се на две бомбе од по 100 kg (касније ракете) или на подкрилне контејнере са по једним митраљезом калибра 7.62 mm. Због тога је јединица све чешће била коришћена за нападе на циљеве на земљи. У ту сврху јединица је опремљена са десет авиона И-16 док је опремање са новим авионима МиГ-3 било ретко. Касније је јединица почела да добија коришћене ловачке авионе Јак-1 који је требало да се користе за обављање задатака ловачке пратње. У јесен 1941. године Покришкин је полетео у тешким временским условима, на авиону МиГ-3, иако су се два претходна авиона из његове ескадриле разбила на полетању. Његов задатак је био да лоцира положај немачке 1. оклопне армије под командом Евалда фон Клајста, која је била заустављена испред града Шахтија, након чега је са њом изгубљен додир. Покришкин је успео да утврди где се налазила главнина ове немачке армије и да се, упркос лошем времену врати у базу, за шта је одликован Орденом Лењина.
Када је у лето 1942. године започела немачка офанзива, део 16. гардијског ловачког пука опремљен је авионима Јаковљев Јак-1, укључујући и Покришкинову ескадрилу. У овом периоду Покришкин је летео на мисијама ловачке заштите бомбардера Су-2 и Иљушин Ил-2 и често се упуштао у борбу са немачким ловцима. 17. јула 1942. године, током борби са немачким ловцима Ме-109, Покришкин се одвојио од свог пратиоца Константина Фигицова и био је нападнут од стране ловачког пара који су чинили експерт наредник Ханс Дамерс и његов пратилац подофицир Курт Кајзер из 7. ескадриле 52. ловачке групе који су летели на авионима Ме-109Г „Густав“. Покришкин је прво покушао да побегне у понирању али је схватио да ће га тежи и бржи „Густави“ брзо сустићи. Због тога је прешао у успињање и извео „свећу“ (окрет од 180° при успињању), коју је пратио „ваљак“ како би избегао ватру немачких пилота. У наставку борбе оборио је (и усмртио) немачког пилота Кајзера. Дамерс се затим устремио на Покришкина оштетивши његов Јак-1. Међутим, Покришкин је опет извео ваљак приморавши Дамерса да улети у његово поље ватре, а затим је оборио немачког аса.

### Кубан
Покришкинов најзначајнији допринос ратном напору и највећи број ваздушних победа уследили су током битке изнад Кубанске области, у 1943. години. Област источно од Кримског полуострва била је место жестоких ваздушних борби у месецима који су претходили совјетском нападу на Крим. Покришкинов пук је за непријатеља имао славне немачке ловачке јединице као што су биле 52. ловачка група и 3. ловачка група „Удет“. Током борби изнад Кубана, дневно би се у ваздуху сукобило и до 200 авиона. Покришкинова иновативна тактика коришћења различитих типова ловаца формацијски ешалонираних на различитим висинама, тзв. "Кубанске степенице" за патролирање у ваздушном простору, као и коришћење земаљског радара, наовођења са земље од стране истурених контролора и управљање операцијама из савременог контролног центра, за резултат су имали прву велику победу Совјетског ратног ваздухопловства над немачком Луфтвафе.
У лето 1942. године, 4. ваздухопловна армија, у чијем саставу се налазила и Покришкинова ескадрила, добила је прве мобилне радарске станице. Тестиране су тако што су коришћење за лоцирање немачких и румунских авиона изнад морске површине и показале су се веома успешним.
Почетком јаунара 1943. године, 16. гардијски ловачки пук упућен је у базу 25. логистичког ловачког пука у близини границе са Ираном. 25. логистички ловачки пук био је задужен за припрему нових ловачких авиона за увођење у борбене јединице, укључујући и авионе америчке производње из програма Ленд-Лиз, као и за попуну летачких јединица људством. Највећи део авиона из програма Ленд-Лиз стизали су преко Ирана. У овом периоду Покришкинова јединица добила је нове ловачке авионе америчке производње Бел П-39 Еракобра. Након пријема нових авиона 16. ловачки пук имао је три комплетне ескадриле. У наоружање пука уведено је укупно 14 ловаца П-39 Л-2, 7 ловаца П-39 К, од којих је последњи додељен Покришкину и 11 ловаца П-39 Д-2. Јединица је поново упућена на фронт 8. априла 1943. године.
До краја месеца Покришкин је оборио 11 немачких ловаца Ме-109 и један бомбардер Ју-88. Већ на свом првом лету на П-39 Еракобра, 9. априла 1943. године, Покришкин је оборио немачког ловца Ме-109, а три дана касније, 12. априла је имао један од својих најуспешнијих дана, када је оборио четири немачка Ме-109. У наредном периоду низао је победе. 15., 16., 20., 21. и 24. априла, оборио је по један немачки Ме-109, 29. априла оборио је Ју-88 (највероватније је то био Хе-111), а 30. априла је оборио још један Ме-109.
Једна од његових најпознатијих ваздушних борби одиграла се 4. маја 1943. године. Осам Покришкинових Еракобри упућено је од стране земаљске контроле ка великој формацији немачких авиона: три ескадриле Јункерса Ју-87 „Штука“, у пратњи немачких ловаца Ме-109. Пар совјетских П-39 напао је немачке ловце са сунцем за леђима, док се преосталих шест Еракобри обрушило на бомбардерску формацију, понављајући два пута напад користећи Покришкинов метод промене правца понирања. У овој акцији оборено је дванест „Штука“, а Покришкин је тврдио да је оборио пет немачких бомбардера (званично су му признате само две победе). Касније, истог дана, оборио је још једног Ме-109.
У наредним борбама Покришкин је често преузимао на себе најтежу улогу, нападајући немачког вођу лета, који је најчешће био искусни пилот-ловац experte и ловачки ас. Током борби 1941-42. године запазио је да обарање вође лета има деморалишући утицај на остале непријатељске пилоте који би у том случају најчешће напустили борбу и вратили се у своје базе. Тако је, 6. маја 1943. године Покришкин оборио Ме-109 којим је највероватније пилотирао немачки ловачки ас са 9 ваздушних победа, подофицир Хајнц Шолце, из 4. ескадриле 52. ловачке групе, који се срушио приликом покушаја слетања код Кутењикова. Два дана касније, још једна од жртава највероватније је био Месершмит Ме-109 Г-4 поручника Хелмута Хаберда (ескперта из 5. ескадриле 52. ловачке групе и ловачког аса са 58 признатих ваздушних победа), мада је Луфтвафе ово обарање приписала совјетској против-ваздушној одбрани.
Покришкин је први пут проглашен за Хероја Совјетског Савеза, 24. маја 1943. године, а у јуну је унапређен у чин мајора и поверена му је команда над његовом ескадрилом. 23. јуна његов стари авион П-39 К-1, бр. 42-4421 „бели 13““, замењен је чувеном „белом 100“, односно авионом П-39Н, бр. 42-9004 (овај авион на себи није имао победничке звезде). На белој „стотки“ летео је до краја рата, осим приликом тестирања Берлинског ауто-пута као писте, када је на њега слетео у „белом 50“ Константина Сукова.

### Ослобођење Украјине
Средином јула 9. гардијска ловачка ваздухопловна дивизија (некадашња 216. ловачка ваздухопловна дивизија) пребачена је у јужну Украјину како би учествовала у ослобођењу Донбаса. У наставку борби Покришкин је 23. јула 1943. године оборио немачког ловачког аса са 56 признатих победа, подофицира Ханса Еленда (Hans Ellendt), из 4. ескадриле 52. ваздушне групе.
Покришкин је променио свој позивни знак у „Сотка“ („Стотка“, према броју који је носио његов авион) зато што је сазнао да су пилоти Луфтвафе, сваки пут када би се сазнало да је он у ваздуху, добијали забрану полетања. Пилот бомбардер Тимофејев П. Пунилов, из 36. бомбардерског пука, који је трпео тешке губитке услед дејства немачких ловаца, присећао се ситуације у којој је његовој групи додељена ловачка пратња из 16. гардијског ловачког пука. Према Пунилову, Покршкин је у два наврата, током мисија пратње совјетских бомбардера прекршио наредбу да се не користи радио и огласио се у етар речима „Пажња. Овде Стотка. Прелазим на посао.“ Оба пута, као и касније у току рата, немачки пилоти нису више покушали да пресретну бомбардере из 36. бомбардерског пука.
Недуго затим, 20. августа, Исајев, који је био навигатор јединице и који је у међувремену постављен за команданта, а са којим је Покришкин често имао несугласице, предузео је мере да се Покришкину одузме звање Хероја Совјетског савета, да се избаци из пука и да му се суди пред војним судом. Од 10 увече, па до сутрашњег дана, мајор Тарањенко из 298. ловачког пука, комесар 16. гардијског ловачког пука Губаревим и припадници НКВД, саслушавали су Покришкина. Уз велике тешкоће Губаревим је успео да ослободи Покришкина свих оптужби, након чега је „Саша“ по други пут постао Херој Совјетског Савеза, 24. августа 1943. године.
Дана 21. септембра 1943. године Покришкин је учествовао у још једној ваздушној борби која је привукла пажњу јавности. Борба се одиграла на малој висини, изнад саме линије фронта и запазили су је бројни новинари и представници високе команде. Покришкин је, у једном налету оборио три немачка бомбардера Ју-88, мотивисан мржњом која га је обузела када је, непосредно пред лет сазнао да су целокупну породицу његовог механичара Жмуда убили Немци на окупираној територији. Потврђена су само два обарања, док је забележено да је трећи Ју-88 пао након што је оштећен екплозијом суседног бомбардера. Немачки извори потврдили су губитак сва три бомбардера Ју-88 А-4 који су припадали 5. румунској бомбардерској групи (5./RummKGr.). Раније тог дана Покришкин је оборио два немачка бомбардера Ју-87 који су припадали 6. ескадрили 1. обрушавајуће бомбардерске групе (6./StG 1).

### 1944—1945.
У фебруару 1944. године Покришкину је понуђено унапређење и канцеларијски посао у организацији пилотске обуке. Одмах је одбио понуду и задржао је своју дотадашњу позицију у пуку. Међутим, летео је много мање него раније. Постао је познати херој у служби пропагандне машинерије и није му било дозвољено да лети често због страха да би могао да буде убијен или заробљен. Уместо летења, Покришкин је проводио доста времена усмеравајуће акције свог пука преко радија. 1944. године, унапређен је у пуковника и додељена му је команда над 9. гардијском ваздухопловном дивизијом.
Дана 19. августа 1944. године, након 550 борбених летова и 53 званично признате ваздушне победе, Покришкин је по трећи пут одликован Орденом Златне звезде и додељена му је трећа титула Хероја Совјетског Савеза. Био је прва особа којој је три пута додељено ово звање и једино војно лице које је сва три звања добило током рата. Покришкину је у потпуности забрањено да лети али је успевао да повремено заобиђе правила и да постигне још неку ваздушну победу.
У једној таквој прилици која му се указала 30. маја 1944. године у близини Јашија у Румунији, цео 16. гардијски ловачки пук напао је велику формацију Ју-87, која је, уз пратњу немачких ловаца Ме-109 и Фв-190 летела у правцу совјетске територије. У борби која је уследила, пилоти Еракобри успели су да, без сопствених губитака, оборе пет Ју-87, од који је три оборио Покришкин, три Фв-190 и једног Ме-109. Своје следеће победе Покришкин је постигао 16. јула, када је оборио два Ју-87 и један Хс-129 из 10.(Pz)/SG 9, највероватније Хс-129 Б-2 хауптмана Рудолфа-Хајнц Руфера, који је до тада уништио 80 совјетских тенкова. Последњу победу постигао је 14. јаунара 1945. године, када је оборио немачки Ју-87.
Од укупно 65 званично признатих ваздушних победа, само шест је постигао у последње две године рата. Највећи број победа Покришкин је постигао у најтежем периоду рата у којем је Совјетско ратно ваздухопловство трпело велике губитке и борило се за опстанак.

## После рата
После Другог светског рата Покришкин је био скрајнут због тога што је за време рата давао предност страним у односу на совјетске типове авионе. 1948. године дипломирао је на војној академији Фрунзе. У периоду 1949-1955. обављао је дужност заменика команданта 33. ловачке одбрамбене дивизије и команданта 88. ловачког ваздухопловног корпуса у Ржеву. Наводно је неколико пута прескочен за унапређење. Тек након Стаљинове смрти поново је био у милости и коначно је унапређен у чин Маршала ваздухопловства. Међутим, никада није досегао неку високу позицију у Совјетском ратном ваздухопловству већ је углавном обављао функције регионалних команданата. 1957. године дипломирао је на Генералштавној академији. Након дипломирања распоређен је на место начелника ловачке авијације за Северно-Кавкаски војни округ. Од 1959. године пребачен је у 8. против-ваздушну армију у Кијеву, а од 1961. до 1968. године био је командант 8. против-ваздушне армије и заменик команданта против-ваздушне одбране Кијевског војног округа. 1968. године постављен је за заменика команданта против-ваздушних снага СССР.
Навјиша позиција коју је заузимао била је председник ДОСААФ, од 1972. до 1981. године. ДОССААФ је била претежно цивилна организација која је била задужена за обуку младих цивила и њихову припрему за војну службу у Совјетском ратном ваздухопловству. Покришкин се још једном нашао на удару критичара због своје искрености. Упркос снажним притисцима никада није написао ништа што би величало улогу премијера Леонида Брежњева у бици на Кубану, у којој је учествовао као мало познати генерал. Покришкин је умро 13. новембра 1985. године, у 72 години живота. Једна улица, трг и станица подземне железнице у Новосибирску носе његово име.
Написао је неколико књига о својим борбеним искуствима, од којих ни једна није преведена на енглески језик. Појавио се у 9. епизоди телевизијске документарне серије „Непознати рат“, у којој је на почетку и на крају епизоде разговарао са домаћином и наратором Бертом Ланкастером.

## Авиони на којима је летео Покришкин
На почетку рата Покришкин је летео на совјетском ловачком авиону МиГ-3, са којим је постигао скоро двадесет ваздушних победа. Његова јединца је у марту 1942. године добила почасну титулу „гардијске“ и преименована је у 16. гардијски ловачки пук. У то време или мало касније, јединица је добила одређен број авиона Јак-1, са којим је Покришкин постигао неколико победа. У јануару 1943. године његов пук пренаоружан је новим ловачким авионима америчке производње Бел П-39 Еракобра, који су у склопу програма Ленд-Лиз упућени у СССР као савезничка помоћ совјетском ратном напору. Упркос увреженом миту, совјети нису користили авионе Еракобра за нападе на земаљске циљеве. Совјетски пилоти волели су ове авионе и сматрали су их равноправним са немачким Ме-109 и бољим од Фв-190, на малим висинама на којим се одиграо највећи број ваздушних борби на Источном фронту.
Покришкин је волео јако наоружање Еракобри које се састојало од топа калибра 37 mm који је гађао кроз главчину елисе, два синхронизована митраљеза калибра 12.7 mm монтирана у носу авиона и два митраљеза калибра 7.92 mm монитрана у крилима. Тврдио је да је окидач за топ који се налазио на врху палице немогуће притиснути без померања руке на палици што је за последицу имало и одступање авиона од нишанске линије. Због тога су, на његово инсистирање, сви авиони његовог пука преправљени тако да су се топови и митраљези активирали истовремено притиском на једно дугме које се налазило на месту кажипрста на командној палици. У својим сећањима описао је како би се немачки авиони моментално распали након рафала из Еракобре. Покришкин и његов пук су неколико пута замољени да пређу да лете на совјетским ловцима тима Ла-5 и Јак-2. Ипак, Покришкин је сматрао да је ватрена моћ ловца Ла-5 исувише слаба, а лично није волео Јаковљева, због чега није пристао да се одрекне свог ловца П-39.
Коначно, 1944. године пронашао је авион совјетске производње на којем је био вољан да лети: Лавочкин Ла-7. Међутим, одустао је од ове намере када је, током обуке на Ла-7, приликом слетања погинуо његов блиски пријатељ и ловачки ас са 50 ваздушних победа (31 сопствена и 19 групних), Александар Клубов. До удеса је дошло услед квара на хидрауличном систему авиона али је ово било довољан разлог да Покришкин откаже конвезрију свог пука на Ла-7. Постоје бројни извештаји да је Покришкинов пук извршио конверзију али на нови амерички ловац Бел П-63 Кингкобра. Према Ленд-Лиз споразуму, Совјетском Савезу није било дозвољено да користи П-63 против Немачке већ само у случају евентуалног сукоба са Јапаном. Због тога је сасвим јасно зашто ова чињеница није споменута у званичним извештајима. Ипак, лична запажања немачких пилота и посада против-авионских топова који су се сусретали са П-63 на небу изнад Источне Прусије, као и успомене једног од пилота из Покришкинове ескадриле, говоре у прилог овој чињеници. 
Постоји извештај који потврђује да је 9. гардијска ловачка дивизија добила 36 нових ловаца П-63 али да они нису уведени у употребу до прекида непријатељстава.
Покришкин је прво летео на ловачким авионима МиГ-3 са следећим ознакама на трупу „бели број 5“, „бели број 67“, број „4“ и „7“, а такође и „01“. Најверованији хронолошки редослед авиона по ознакама на трупу био би „7“, „4“, „01“ (зима 1941. па до фебруара 1942. год.), „бели 5“ (са „гардијском“ ознаком на хладњаку, највероватније из периода када је јединица добила звање гардијска), и коначно „67“. Затим је летео на авиону Јак-1, када је јединица делимично опремљена овим типом. Летео је на П-39 К-1 „бели број 13“, серијски број 42-4421 изнад Кубана. Крајем јуна 1943. године прешао је на П-39 Н-0, серијски број 42-9004 са ознаком „бели број 100“, а 28. маја 1943. године летео је једну мисију на авиону са ознаком „бели број 17“, серијски број 41-38520. На чувеној фотографији која је настала када је Покришкин тестирао Берлински ауто-пут као писту, летео је на авиону П-39 Ку-15, са ознаком „бели број 50“, на којем је серијски број био префарбан (овај авион је првобитно био додељен К. В. Сукову).
Поклоњено му је пет ловачких авиона Ла-7, са натписом „Од радника Новосибирска, Хероју Совјетског Савеза Александру Ивановичу Покришкину“, али није летео на њима. 1945. године, јединица опремљена авионима Ла-7 уведена је у састав 9. гардијске ловачке ваздухопловне дивизије начинивши је дивизијом састављеном од четири пука. Покришкину је наводно у једном тренутку, током 1944. године дат за личну употребу ловачки авион Ла-5 ФН, у тренутку када се веровало да ће цела његова јединица извршити конверзију на Лавочкинове ловце.
Покришкинова јединица наводно је пред крај рата летела на новим ловцима П-63 Кингкобра, а његов авион је опет носио ознаку „белим бројем 100“. Коначно, једна или више јединица 9. гардијске ловачке ваздухопловне дивизије можда је извршила конвезрију на нови тип совјетског ловца Јак-9П, пре Покришкиновог одласка на војну академију 1948. године.

## Борбени досије
Најчешће навођене цифре у Покришкиновом борбеном досијеу су следеће:
- 560 борбених летова
- 156 ваздушних борби
- Званично признате ваздушне победе: 59 соло ваздушних победа и 6 групних

Примедба: из Покришкинових мемоара и личних забелешки може се закључити да је стваран број његових ваздушних победа био преко 100. Совјетско ратно ваздухопловство није званично признавало ваздушну победу уколико није било могуће лоцирати олупину авиона, због чега велики број обарања авиона изнад непријатељске територије никада није званично верификован.
Последњих година стваран број Покришкинових ваздушних победа варира од извора до извора. Нпр. руски историчар Михаил Јуревич Вуков је истражио званичне извештаје о оствареним победама из којих се види да је Покришкин постигао 46 соло ваздушних победа и 6 заједничких. Исти аутор је заједно са Александром Родионовим објавио чланак под називом „Мутно небо 1941. године“ у којем је изнета тврдња да је Покришкин, током 1941. године покушавао да присвоји победе његовог колеге и пратиоца Григорија Речкалова. Међутим, истраживач Олег. В. Левченко је, истражујући званична документа и лична Покришкинова документа пронађена након његове смрти као и сећања његових сабораца, дошао до сазнања да је Покришкин оборио 94 непријатељска авиона, оштетио 19 и уништио 3 на земљи. Левченко је дошао до податка да у укупан број победа Покришкину нису признате, не мање од 15 ваздушних победа које је постигао током 1941. године, зато што су документа која су потврђивала ове победе уништена током сталног повлачења његове јединице из базе у базу. Ово може објаснити разлику између цифара које наводе Вуков и Левченко.
У обзир се мора узети и још једна чињеница која може објаснити овакву разлику: Покришкин је, као и бројни други совјетски ловачки асови, имао обичај да своје победе приписује палим друговима. Свако обарање доносило је са собом и значајан новчани бонус, због чега би, на дан погибије пилота саборца, све победе које би пук постигао тог дана биле приписиване погинулом пилоту, како би његова породица добила финансијску помоћ. Такође, мора се имати у виду и да је највећи број ваздушних победа Покришкин постигао пре и током 1943. године (када је квалитет пилота Лувтвафе био на високом нивоу), а да му је у лето 1944. године забрањено да лети и да учествује у борбеним дејствима (иако би понекад прекрши ову забрану).

### Преглед ваздушних победа
Месершмит Ме-109: 34
Јункерс Ју-87 „Штука“:19
Јункерс Ју-88: 15
Јункерс Ју-52:5
Хеншел Хс-126:4
Фоке Вулф Фв-190:2
Месершмит Ме-110:1
Хеншел Хс-129:1
Укупно: 81

## Заоставштина
Једна мала планета 3348 Покришкин, коју је открио совјетски астроном Николај Степанович Черњикин 1978. године, названа је по њему.

## Одликовања и награде
Совјетска одликовања
|  | Три пута Херој Совјетског Савеза (24. мај 1943. - № 993, 24. август 1943. - II № 10, 19. август 1944. - III № 1)                                                                             |
|  | Шест пута Орден Лењина (22. децембар 1941. - № 7086; 24. мај 1943. - № 9600; 6. март 1963. - № 124904; 21. октобар 1967. - № 344099; 21. фебруар 1978. - № 429973; 5. март 1983. - № 400362) |
|  | Орден Октобарске револуције (5. март 1973. - № 1793) |
|  | Орден Црвене заставе, четири пута (22. април 1943. - № 66983; 18. јул 1943. - № 8305 / 2; 24. децембар 1943. - № 448 / 3; 20. април 1953. - № 1392 / 4)                                      |
|  | Орден Суворова II класе, два пута (6. април 1945. - № 1484; 29. мај 1945. - № 1662) |
|  | Орден Патриотског рата I класе (11. март 1985. - № 537 850) |
|  | Орден Црвене звезде, два пута (6. новембар 1947. - № 2762070; 4. јун 1955. - № 3341640) |
|  | Орден за службу отаџбини у оружаним снагама СССР, III класе (30. април 1975. - № 0039) |
|  | Медаља за ратне заслуге (3. новембар 1944.) |
|  | Медаља "За одбрану Кавказа" (1. мај 1944.) |
|  | Медаља "За победу над Немачком у Великом отаџбинском рату 1941-1945" (9. мај 1945.) |
|  | Медаља "За изузетно залагање током Великог отаџбинског рата 1941-1945." (6. јун 1945.) |
|  | Медаља "За ослобођење Прага" (9. јун 1945.) |
|  | Медаља "За освајање Берлина" (9. јун 1945.) |
|  | Медаља "За развој нетакнуте земље" (5. новембар 1964.) |
|  | Медаља "Ветеран оружаних снага СССР" (30. април 1984.) |
|  | Медаља "За јачање војне сарадње" (31. мај 1980.) |
|  | Медаља "У спомен на 800. годишњицу Москве" (7. април 1951.) |
|  | Медаља "У спомен 1500. годишњицу Кијева" (17. мај 1982.) |
|  | Јубиларна медаља "У спомен на 100. годишњицу од рођења Владимира Илича Лењина" (20. април 1970.)                                                                                             |
|  | Јубиларна медаља "20 година од победе у Великом отаџбинском рату 1941-1945" (7. мај 1965.)                                                                                                   |
|  | Јубиларна медаља "30 година од победе у Великом отаџбинском рату 1941-1945" (25. април 1975.)                                                                                                |
|  | Јубиларна медаља "40 година од победе у Великом отаџбинском рату 1941-1945" (12. април 1985.)                                                                                                |
|  | Јубиларна медаља "30 година Совјетске војске и морнарице" (22. фебруар 1948.) |
|  | Јубиларна медаља "40 година оружаних снага СССР" (18. децембар 1957.) |
|  | Јубиларна медаља "50 година оружаних снага СССР" (26. децембар 1967.) |
|  | Јубиларна медаља "60 година оружаних снага СССР" (28. јануар 1978.) |

- Почасни грађанин Маријупола, Новосибирска, Балција у Молдавији итд.

Страна одликовања
|  | Медаља за истакнуте заслуге у служби оружаних снага САД (САД) |
|  | Орден народне републике Бугарске I класе, (Бугарска)          |
|  | Орден Тудора Владимирескуа, II и III класе (Румунија)         |
|  | Орден Карла Маркса (Источна Немачка)                          |
|  | Сребрни крст ордена за храброст (Virtuti Militari) (Пољска)   |
|  | Витешки крст Ордена обнове Пољске (Пољска)                    |
|  | Орден Сукбатара (Монголија)                                   |
|  | Орден Црвене заставе (Монголија)                              |